# Fibroma non ossificante
Il  fibroma non ossificante   è una neoplasia delle ossa. 
La sua comparsa, non grave per l'organismo, è molto comune. Si manifesta soprattutto nelle metafisi del femore o della tibia.

## Clinica
Tale fibroma raramente mostra sintomi risultando per la maggior parte asintomatico. 
Raramente, quando la massa tumorale risulta estesa, si manifesta dolore nella zona interessata.

## Diagnostica
Viene diagnosticato con una radiografia, ove si osservano lesioni luminose eccentriche.

## Trattamento
Nella maggior parte dei casi, regredendo spontaneamente durante la crescita dell'individuo, non occorre alcun trattamento. 
Solo quando si manifesta dolore la terapia diventa chirurgica con innesto osseo.